# Costantino Corvisieri
Costantino Corvisieri (Roma, 1822 – Roma, 11 dicembre 1898) è stato uno storico, archivista, numismatico, paleografo e collezionista italiano.

## Biografia
Esperto in molte discipline, collezionista di sigilli ecclesiastici, studioso di antichi documenti, esperto in numismatica, archivista, Costantino Corvisieri era uno studioso curioso e amava ricostruire la storia attraverso le fonti documentarie. Dal 1871 al 1878 è stato preposto all'organizzazione e alla schedatura dell'Archivio di Stato di Roma, lasciato dal Vaticano allo Stato italiano nel 1870.

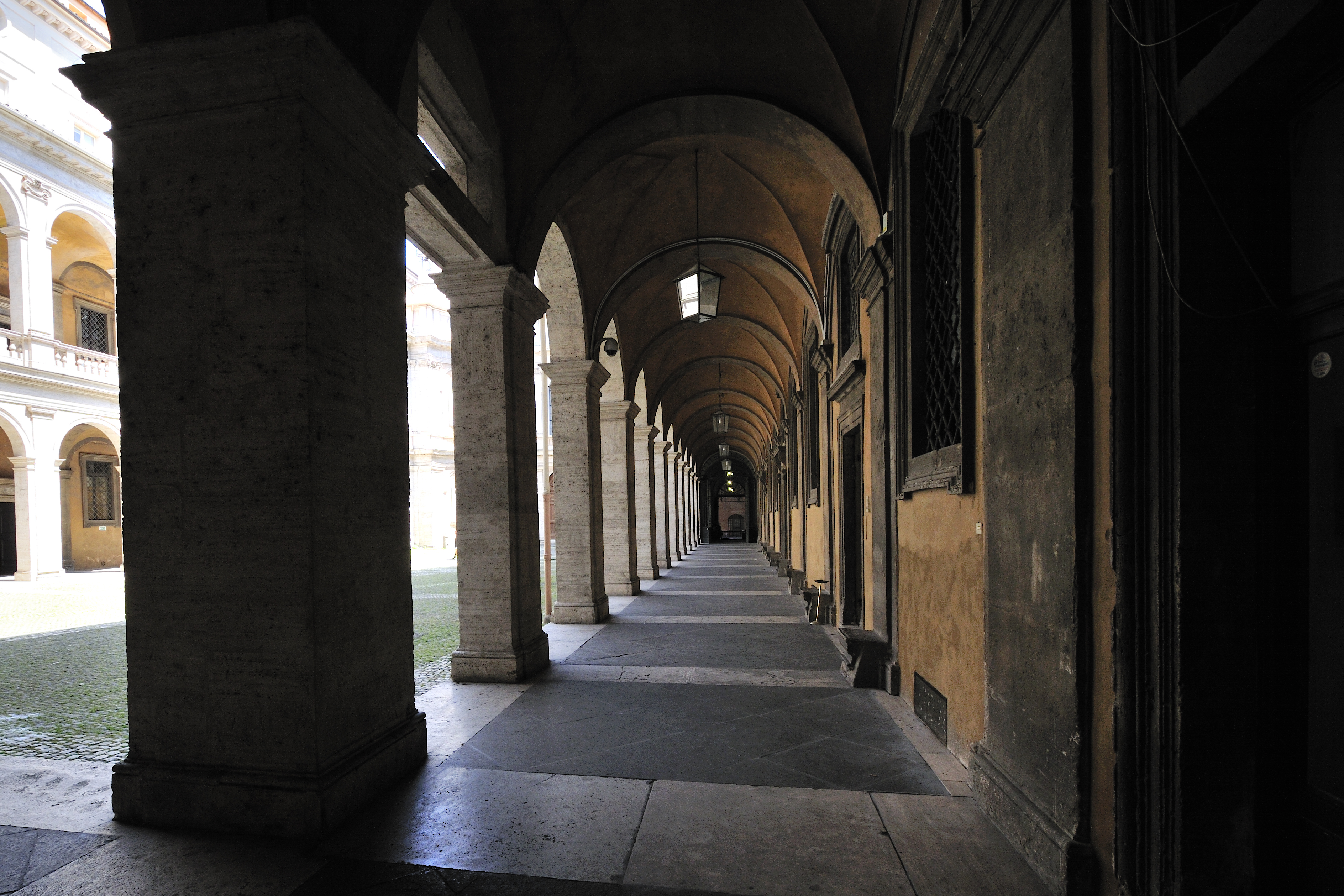
Archivio di Stato di Roma, portico del cortile - Roma, Sant'Ivo alla Sapienza

Nel 1876 era uno dei sedici studiosi romani che fondarono la Società romana di storia patria, di cui è stato anche il primo presidente.

### Archivio Corvisieri
La Società romana di storia patria oggi custodisce, presso la Biblioteca Vallicelliana, a Roma, la preziosa raccolta manoscritta di Costantino Corvisieri. Questo Fondo fu donato dal nipote Alessandro, nel 1902 e si compone di 13.000 carte (trascrizioni di documenti antichi, appunti, disegni, lettere) in gran parte riguardanti la topografia e la storia di Roma del Medioevo e del Rinascimento.  Alla Società sono pervenuti anche calchi in cera di molti sigilli della "Raccolta Corvisieri", oggi conservata al Gabinetto di Sfragistica del Museo nazionale di palazzo Venezia.

### Scritti
- Antonazo Aquilio Romano pittore: commentario, in Il Buoanarroti, VI e VII, Roma, giugno-luglio 1869.
- Delle posterule tiberine tra la porta Flaminia ed il ponte Gianicolense, in Archivio società romana di storia patria, I, Roma, Società romana di storia patria, 1878.
- Il trionfo romano di Eleonora d'Aragona nel giugno del 1473, Roma, Società Romana di storia Patria, 1878.
- Compendio dei processi del Santo Uffizio di Roma: da Paolo III a Paolo IV, Roma, Società romana di storia patria, 1880.
- Dell'acqua Tocia in Roma nel medio evo; investigazione storica-topografica.
- Notabilia temporum di Angelo De Tummulillis da Sant'Elia, Roma-Livorno, Istituto storico italiano -Tip. Francesco Vigo, 1890.